# Myitkyina

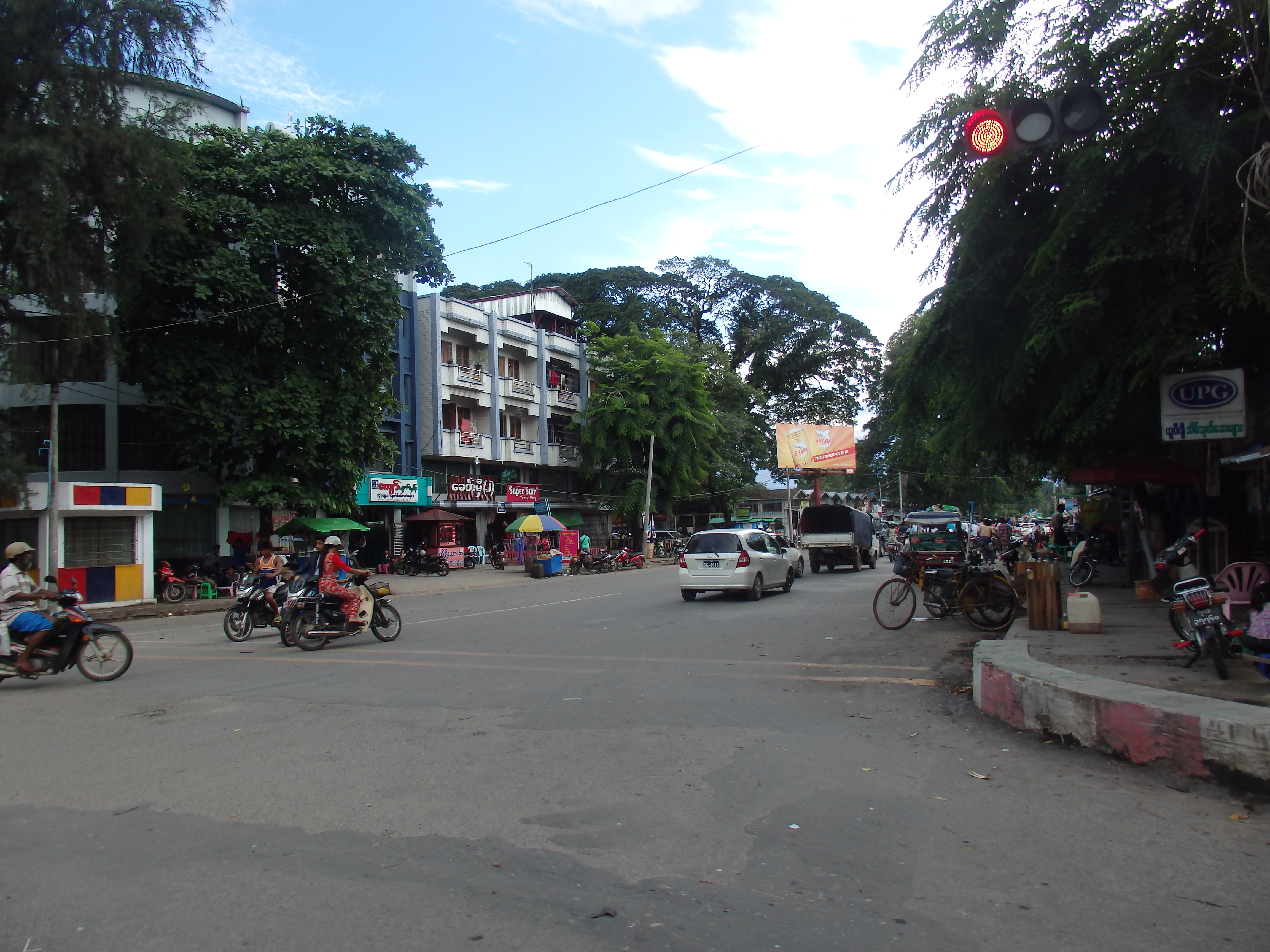
Myitkyina

Myitkyina (tiếng Miến Điện: မြစ် ကြီး နား မြို့) Là các thành phố thủ phủ bang Kachin của Myanmar (Miến Điện), thành phố có cự ly 1.480 km so với Yangon, và 785 km so với Mandalay. Tên gọi trong tiếng Miến Điện có nghĩa là gần "sông lớn", và trong thực tế Myitkyina nằm bên bờ phía tây của sông Ayeyarwady, chỉ dưới 40 km (25 dặm) từ Myit-son (tiếng Miến Điện nghìa là "hợp lưu") của hai sông đầu nguồnh (Mali và N'mai). Dân số khoảng 150.000 người. Các dân tộc gồm: người Miến, người Hoa, người Ấn Độ. Tiếng Kachin là ngôn ngữ phổ biến ở đây nhưng tiếng Miến là ngôn ngữ phổ thông. Thành phố có Đại học Myitkyina. Tôn giáo phổ biến nhất là Phật giáo Nam truyền và Baptist Kitô giáo, ngoài ra còn có các tôn giáo khác như Vạn vật hữu linh, Ấn Độ giáo và Hồi giáo cũng được thực hành.
Myitkyina có sân bay Myitkyina.

## Lịch sử
Myitkyina đã là một thị trấn thương mại quan trọng giữa Trung Quốc và Miến Điện kể từ thời cổ đại. Nhà truyền giáo Mỹ George J. Geis và vợ đến Myitkyina vào cuối những năm 1890 và năm 1900 đã xin phép chính quyền xây dựng một trụ sở truyền giáo ở đây.
Tháng 8 năm 1944 trong thế chiến II, Myitkyina rơi vào tay các lực lượng Đồng minh dưới sự chỉ huy của tướng Joseph Stilwell sau một cuộc bao vây kéo dài và giao tranh ác liệt giữa một bên là các lực lượng của Quốc dân đảng, các Chindits và Merrill's Marauders của lực lượng Bộ tư lệnh khu vực tác chiến phía Bắc và bên kia là một số đơn vị bị bao vây của đơn vị 33 Lục quân Đế quốc Nhật Bản dưới quyền Tướng Masaki Honda. Thị xã có tầm chiến lược quan trọng không chỉ vì đường sắt và đường thủy nối với phần còn lại của Miến Điện, nhưng cũng bởi vì nó đã được trên các tuyến đường quy hoạch, đường Ledo.

## Khí hậu
| Dữ liệu khí hậu của Myitkyina (1981-2010)             | Dữ liệu khí hậu của Myitkyina (1981-2010) | Dữ liệu khí hậu của Myitkyina (1981-2010) | Dữ liệu khí hậu của Myitkyina (1981-2010) | Dữ liệu khí hậu của Myitkyina (1981-2010) | Dữ liệu khí hậu của Myitkyina (1981-2010) | Dữ liệu khí hậu của Myitkyina (1981-2010) | Dữ liệu khí hậu của Myitkyina (1981-2010) | Dữ liệu khí hậu của Myitkyina (1981-2010) | Dữ liệu khí hậu của Myitkyina (1981-2010) | Dữ liệu khí hậu của Myitkyina (1981-2010) | Dữ liệu khí hậu của Myitkyina (1981-2010) | Dữ liệu khí hậu của Myitkyina (1981-2010) | Dữ liệu khí hậu của Myitkyina (1981-2010) |
| Tháng                                                 | 1                                         | 2                                         | 3                                         | 4                                         | 5                                         | 6                                         | 7                                         | 8                                         | 9                                         | 10                                        | 11                                        | 12                                        | Năm                                       |
| ----------------------------------------------------- | ----------------------------------------- | ----------------------------------------- | ----------------------------------------- | ----------------------------------------- | ----------------------------------------- | ----------------------------------------- | ----------------------------------------- | ----------------------------------------- | ----------------------------------------- | ----------------------------------------- | ----------------------------------------- | ----------------------------------------- | ----------------------------------------- |
| Cao kỉ lục °C (°F)                                    | 35.0 (95.0)                               | 35.0 (95.0)                               | 38.0 (100.4)                              | 41.1 (106.0)                              | 42.0 (107.6)                              | 40.2 (104.4)                              | 38.3 (100.9)                              | 38.5 (101.3)                              | 37.5 (99.5)                               | 36.2 (97.2)                               | 38.5 (101.3)                              | 35.5 (95.9)                               | 42.0 (107.6)                              |
| Trung bình ngày tối đa °C (°F)                        | 25.3 (77.5)                               | 27.5 (81.5)                               | 30.4 (86.7)                               | 32.6 (90.7)                               | 33.3 (91.9)                               | 31.6 (88.9)                               | 30.5 (86.9)                               | 32.0 (89.6)                               | 31.7 (89.1)                               | 30.9 (87.6)                               | 28.4 (83.1)                               | 25.8 (78.4)                               | 30.0 (86.0)                               |
| Trung bình ngày °C (°F)                               | 18.0 (64.4)                               | 20.3 (68.5)                               | 23.9 (75.0)                               | 26.6 (79.9)                               | 27.6 (81.7)                               | 27.9 (82.2)                               | 27.7 (81.9)                               | 28.3 (82.9)                               | 28.1 (82.6)                               | 26.2 (79.2)                               | 22.5 (72.5)                               | 18.8 (65.8)                               | 24.9 (76.8)                               |
| Tối thiểu trung bình ngày °C (°F)                     | 10.4 (50.7)                               | 12.9 (55.2)                               | 16.3 (61.3)                               | 19.7 (67.5)                               | 22.3 (72.1)                               | 24.3 (75.7)                               | 24.5 (76.1)                               | 24.6 (76.3)                               | 23.9 (75.0)                               | 21.5 (70.7)                               | 16.2 (61.2)                               | 11.9 (53.4)                               | 19.0 (66.2)                               |
| Thấp kỉ lục °C (°F)                                   | 3.0 (37.4)                                | 7.5 (45.5)                                | 10.0 (50.0)                               | 10.0 (50.0)                               | 16.1 (61.0)                               | 18.1 (64.6)                               | 18.0 (64.4)                               | 20.0 (68.0)                               | 19.8 (67.6)                               | 15.0 (59.0)                               | 8.0 (46.4)                                | 3.0 (37.4)                                | 3.0 (37.4)                                |
| Lượng mưa trung bình mm (inches)                      | 9.9 (0.39)                                | 21.0 (0.83)                               | 24.0 (0.94)                               | 54.0 (2.13)                               | 218.5 (8.60)                              | 549.2 (21.62)                             | 543.0 (21.38)                             | 398.3 (15.68)                             | 294.7 (11.60)                             | 170.6 (6.72)                              | 25.1 (0.99)                               | 11.7 (0.46)                               | 2.320 (91.34)                             |
| Số ngày mưa trung bình (≥ 0.3 mm)                     | 2                                         | 7                                         | 5                                         | 8                                         | 15                                        | 25                                        | 27                                        | 28                                        | 19                                        | 11                                        | 3                                         | 2                                         | 152                                       |
| Độ ẩm tương đối trung bình (%)                        | 77                                        | 68                                        | 64                                        | 64                                        | 72                                        | 83                                        | 89                                        | 87                                        | 85                                        | 83                                        | 79                                        | 78                                        | 77                                        |
| Nguồn 1: Viện Khí tượng Na Uy, Deutscher Wetterdienst |                                           |                                           |                                           |                                           |                                           |                                           |                                           |                                           |                                           |                                           |                                           |                                           |                                           |
| Nguồn 2: Meteo Climat                                 |                                           |                                           |                                           |                                           |                                           |                                           |                                           |                                           |                                           |                                           |                                           |                                           |                                           |